# Дзэнкодзи
Дзэнкодзи (яп. 善光寺, Храм доброго света) — буддийский монастырь в городе Нагано, Япония.

## История
Монастырь был основан в 644 году на третьем году правления императрицы Когёку. Буддийское название монастыря — Дзёгакудзан (яп. 定額山, Гора устоявшейся платы). Издавна монастырь был известен как Симонсигаку (яп. 四門四額, [Монастырь] четырёх ворот и четырёх окладов), в основе которого лежали четыре храма:
- Восточный храм — Дзёгаку Дзэнкодзи (яп. 定額山善光寺, Гора устоявшейся платы Храм доброго света),
- Южный храм — Наммёсан Мурёдзюдзи (яп. 南命山無量寿寺, Южная гора жизни Храм вечной жизни),
- Северный храм — Хокукусан Ундзёдзи (Гора северной пустоты Храм на облаках),
- Западный храм — Фусясан Дзёдодзи (яп. 不捨山浄土寺, Неотброшенная гора Храм чистой земли).

С XIII века Дзэнкодзи стал объектом паломничества многих японцев. В разных регионах страны в честь этого монастыря были построены храмы под названиями Дзэнкодзи или Син-Дзэнкодзи (新善光寺, Новый Дзэнкодзи). В XVI веке, из-за постоянной вражды самураев Такэды Сингэна и Уэсуги Кэнсина за овладение этой святыней, монастырь пришёл в упадок. В XVII—XIX веках, в мирный период Эдо, Дзэнкодзи стал одним из самых больших центров паломничества японских буддистов.

## Монастырь сегодня

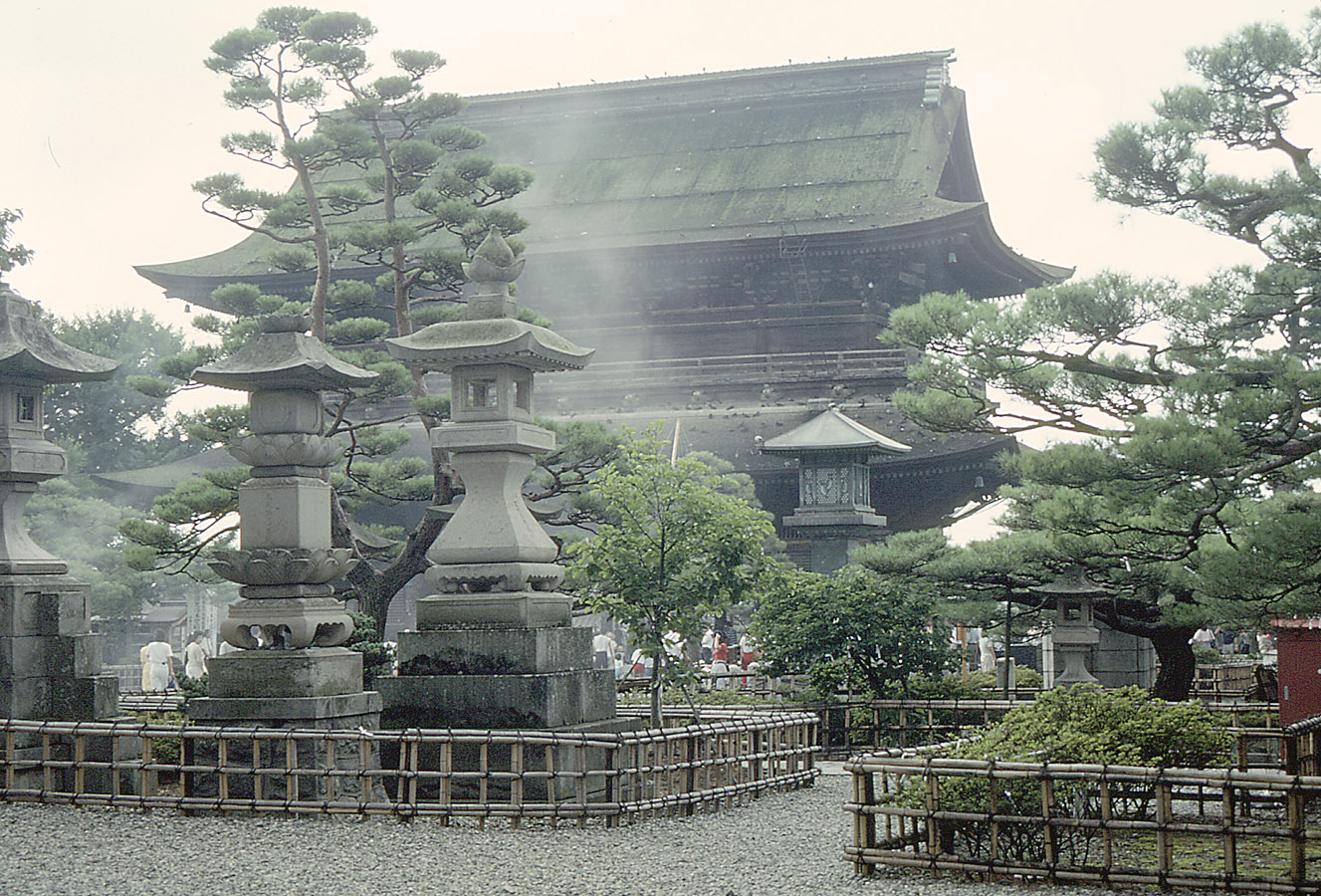
Сады перед парадными воротами саммон

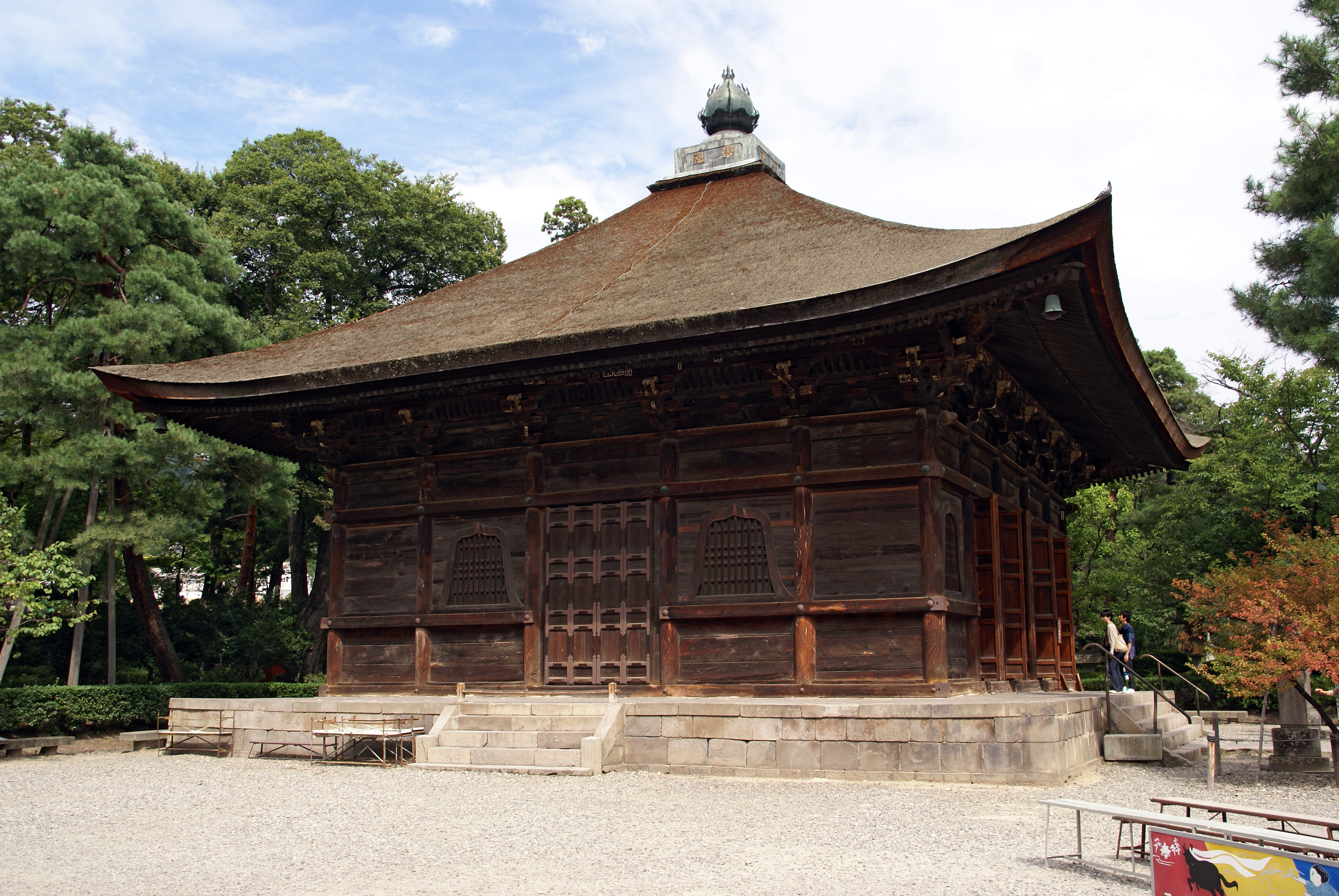
Зал сутр

Сегодня Дзэнкодзи формально принадлежит школам Тэндай и Дзёдо-сю, однако фактически его используют представители различных буддийских школ Японии. Монастырь управляется совместно настоятелями храма Дайкансин (яп. 大勧進) и 25-ти соседних павильонов школы Тэндай, а также настоятелями храма Дайхонган (яп. 大本願) и 14-ти павильонов школы Дзёдо. Дайхонган является большим женским храмом, настоятель которого издревле назначается из императорской семьи или семей японской аристократии.
Главным объектом поклонения является скульптура-триптих Будды Амида (яп. 阿弥陀三尊像), занесённая в список ценных культурных приобретений Японии. Эта скульптура спрятана от глаз верующих, так что даже настоятели монастыря редко её видят. Изображение Будды показывают только раз в 6-7 лет.
Главный молитвенный зал монастыря Дзэнкодзи (яп. 善光寺本堂) был включён в число Национальных сокровищ Японии в марте 1953 года. Вместе с ним в число ценных культурных приобретений были включены парадные ворота саммон (яп. 三門) и Зал сутр (яп. 経堂).
Город Нагано, административный центр одноимённой префектуры, появился как прихрамовое поселение возле Дзэнкодзи, поэтому низинную часть Нагано издревле называли «равниной Дзэнкодзи» (яп. 善光寺平).